# 息县
息县是中华人民共和国河南省信阳市下辖的一个县，古称息州、新息县，遠自西周周武王時期已經有[ 息國 ］的建制，距今已有三千餘年歴史，堪称“天下第一县”。淮河穿城而过，面积1836平方公里，总人口约113万人。县人民政府驻谯楼街道。

## 历史
息县历史悠久，自公元前1122年周武王分封赐土，从息国建立至今，已历经3000多年；公元前682年在华夏大地上首次设县，古今相延不易“息”名、不改县治，堪称“郡县制”的活化石，被誉为“中华第一县”。新息侯马援，边关平叛安民，“马革裹尸”，至今仍激励后人；“秦楼遗址”，新石器时代文化遗产犹在；“申息之师”，人民吃苦耐劳，有着不屈不挠的精神。虽历史风云多起，可“息”字岿然不变。  

### 古代
夏、商时期属豫州，周朝时期始建息国，国都在今息县城西南6公里的青龙寺。公元前682年，楚灭息国置县，秦因之。西汉改名新息县，历东汉、魏、晋、南北朝均属汝南郡（国）。西晋建立后，新息县为汝南国治。东晋十六国时期，先后为后赵、前燕、前秦、东晋、后秦等政权据有，均以此地为汝南郡治。南北朝时南朝刘宋、萧齐王朝，仍为汝南郡治。北魏又增置东豫州。南朝萧梁先置豫州汝南郡，后又改称淮州。东魏时复为东豫州汝南郡治所。北周时改置息州，均为州郡治所在地。隋开皇三年（583年）废汝南郡，大业三年（607）废息州为汝南郡。新息县属之。唐朝武德四年（621年）以县置息州，贞观元年（627年）废息州，县属豫州，宝应元年（762年）以后属蔡州。先后为梁、唐、晋、汉、周5个王朝据有。北宋建立后，新息县属蔡州。金朝泰和八年（1208年）置息州，以新息县为州治所在地。并移今县城。元朝（蒙古国）元中统三年(1262)省，四年(1263)复置息州；至元三年（1266年）将新息县省入息州。至元三十年(1293)属汝宁府。明洪武四年（1371）降息州为息县，属中都临濠府（后改名凤阳府）。七年，属汝宁府光州。清雍正二年（1724年）升光州为直隶州，息县属之。

### 近代
民国元年（1912年）直属河南省。三年属豫南道。17年，属河南省第十三行政区。21年，属河南省第九区行政督察专员公署。1949年1月31日，中共占领潢川，设潢川专区，1949年5月息县属潢川专区，1952年8月11日析息县、潢川、固始各一部置淮滨县，1952年10月息县随潢川专区并入属信阳专区。1998年6月，经国务院批准，并由省人民政府7月29日正式通知，撤销信阳地区，改设地级信阳市。息县属之至今未变。
1957年至1960年 鐵道部曾在息縣蒲公山設立五七幹校

## 行政区划
目前下辖：
龙湖街道、淮河街道、谯楼街道、龙湖街道、淮河街道、包信镇、夏庄镇、东岳镇、项店镇、小茴店镇、曹黄林镇、孙庙乡、路口乡、彭店乡、杨店乡、张陶乡、白土店乡、岗李店乡、长陵乡、陈棚乡、临河乡、关店乡、八里岔乡和地矿局。

## 交通
- 230国道过境。

## 人口
根據第七次人口普查數據，截至2020年11月1日零時，息縣常住人口為66.62萬人。
2000年第五次人口普查，全县总人口770280人，其中：城关镇50585人、包信镇45398人、夏庄镇32594人、东岳镇42906人、项店镇40838人、小茴店镇54238人、城郊乡44408人、孙庙乡31982人、路口乡36233人、彭店乡31225人、杨店乡38857人、张陶乡39576人、白土店乡36094人、岗李店乡40155人、长陵乡22331人、陈棚乡20823人、临河乡31936人、关店乡45720人、许店乡18890人、曹黄林乡16339人、八里岔乡21563人、李堂乡20933人、地矿局虚拟镇6656人。

## 特产
息县香稻丸、息半夏：中国地理标志产品。